# Alejandro Blanco Bravo
Alejandro Blanco Bravo (Ourense, 9 d'octubre de 1950) és el president del Comitè Olímpic Espanyol i de la Candidatura de Madrid als Jocs Olímpics de 2020.

## Biografia
Llicenciat en ciències físiques, com a esportista es va exercir com a judoka, esport en el qual és cinturó negre 7 Donen, entrenador i àrbitre. Ha ocupat diversos càrrecs directius d'aquest esport com el de president de la Federació Castellà i Lleonesa de Judo i Sr. A. de 1985 a 1993, any en què passa a la presidència de la Real Federació Espanyola de Judo i Esports Associats.
Blanco és un dels principals impulsors de la Confederació de Federacions Esportives Espanyoles (COFEDE), que es va crear en 2003. El 30 de setembre de 2005, va ser elegit president del Comitè Olímpic Espanyol (COE), reelegit en 2009, 2013 i 2017.
El 8 de setembre de 2011, es va anunciar que seria el president de la candidatura de Madrid per a albergar els Jocs Olímpics de 2020.
La ciutat de Madrid, que havia obtingut la millor nota pel COI per a la candidatura de 2020, no va aconseguir superar la primera votació i va ser superada per Istanbul i Tòquio, que ja havia acollit uns Jocs Olímpics el 1964.

## Premis, reconeixements i distincions
- Medalla d'Or de la Reial Orde del Mèrit Esportiu, atorgada pel Consell Superior d'Esports (2008)
- Antena de Oro 2008